# سابينه لويتهويزر شنارينبيرغير
سابينه لويتهويزر-شنارينبيرغير (بالألمانية: Sabine Leutheusser-Schnarrenberger) (مواليد 26 يوليو 1951) سياسية ألمانية تنتمي للحزب الديمقراطي الحر (FDP) ومناصرة بارزة لحقوق الإنسان في ألمانيا وأوروبا. [1] داخل الحزب هي شخصية قيادية في الجناح الليبرالي الاجتماعي. شغلت منصب الويرة الاتحادية للعدل في الفترة من 1992 إلى 1996 في حكومة هيلموت كول، ومرة أخرى في حكومة ميركل الثانية من عام 2009 إلى عام 2013.

## وصلات خارجية
- سابينه لويتهويزر شنارينبيرغير على موقع IMDb (الإنجليزية)
- سابينه لويتهويزر شنارينبيرغير على موقع مونزينجر (الألمانية)
- سابينه لويتهويزر شنارينبيرغير على موقع قاعدة بيانات الفيلم (الإنجليزية)